# سالگرد مبارک
سالگرد مبارک (انگلیسی: Heureux Anniversaire) فیلمی کوتاه به کارگردانی پیر اتکس محصول سال ۱۹۶۱ کشور فرانسه است.
این فیلم در سال ۱۹۶۲ برنده جایزه اسکار بهترین فیلم کوتاه شده‌است.